# Kırşehir (provins)
Kırşehir är en provins i södra Turkiet där det bor ungefär 300 000 personer. Provinshuvudstaden heter Kırşehir och där bor det ungefär 90 000 invånare.